# Jacob Elordi
Jacob Nathaniel Elordi (Brisbane, 26 de junho de 1997) é um ator e modelo australiano. Ele é conhecido por seus papéis como Noah Flynn na franquia de filmes da Netflix The Kissing Booth (2018–2021), e Nate Jacobs na série Euphoria da HBO. Em 2023, Elordi interpretou Elvis Presley no filme biográfico Priscilla e estrelou o drama psicológico Saltburn, sendo indicado ao BAFTA de Melhor Ator Coadjuvante em Cinema.

## Biografia
Elordi nasceu em Brisbane, Queenslândia, Austrália, em 26 de junho de 1997, filho de John e Melissa Elordi. Ele tem três irmãs mais velhas. Seu pai emigrou do País Basco aos oito anos de idade com seus próprios pais. Elordi já declarou publicamente que sua ascendência é basca.

### Educação
Ele frequentou as escolas secundárias católicas St. Kevin's College, em Melbourne e a St Joseph's Nudgee College, em Brisbane. Desde jovem, Elordi mostrou interesse em atuar, estando envolvido em muitas peças escolares. Ele também jogou futebol americano em sua faculdade, sendo considerado o melhor jogador por dois anos consecutivos.

## Carreira
A primeira aparição de Elordi num filme de Hollywood foi em Pirates of the Caribbean: Dead Men Tell No Tales como um extra na produção. Seu primeiro papel como ator foi no filme australiano Swinging Safari em 2018, interpretando o papel de Rooster. Elordi chegou à fama atuando como Noah Flynn no filme de comédia romântica da Netflix The Kissing Booth, que estreou em maio de 2018. Ele reprisou o papel na sequência The Kissing Booth 2, que foi filmado em meados de 2019 na Cidade do Cabo, África do Sul, e foi lançado em julho de 2020. Ele também estrelou o terceiro e último filme da franquia, The Kissing Booth 3, lançado na Netflix em 11 de agosto de 2021.
Em 2019, Elordi começou a atuar como Nate Jacobs na série dramática da HBO Euphoria. Ele também apareceu no terror antológico The Mortuary Collection. Em 2022, Elordi fez participação em Deep Water, um suspense erótico de Adrian Lyne. No ano seguinte, ele estrelou o filme dramático de Sean Price Williams, The Sweet East, que estreou no 76º Festival de Cannes em maio de 2023 e foi aclamado pela crítica.
Em 2023, Elordi estrelou em Salturn, um drama psicológico de Emerald Fennell e interpretou Elvis Presley na cinebiografia de Priscilla Presley, Priscilla.
Em 2 de novembro de 2022, Jacob Elordi foi anunciado como protagonista de uma minissérie baseada e adaptada do livro The Narrow Road to the Deep North.

## Vida pessoal
Ele foi nomeado como um ícone da moda da Master Emirates Stakes em 2014. Jacob começou a namorar a sua coestrela Joey King em The Kissing Booth em 2018. Jacob juntou-se à manifestação March for Our Lives para apoiar o controle de armas em 2018.
Em março de 2023, Elordi tornou-se embaixador global da marca da empresa relojoeira suíça TAG Heuer.

## Filmografia

### Cinema
| Ano  | Título                                           | Papel                   | Notas                                |
| ---- | ------------------------------------------------ | ----------------------- | ------------------------------------ |
| 2015 | Carpe Liam                                       | Liam                    | Curta-metragem                       |
| 2016 | Max & Iosefa                                     | Max                     | Curta-metragem; Escritor             |
| 2017 | Pirates of the Caribbean: Dead Men Tell No Tales | St. Martins Marine      | Extra na produção                    |
| 2018 | Swinging Safari                                  | Rooster                 |                                      |
| 2018 | The Kissing Booth                                | Noah Flynn              |                                      |
| 2018 | The Mortuary Collection                          | Jake                    |                                      |
| 2020 | The Kissing Booth 2                              | Noah Flynn              |                                      |
| 2020 | 2 Hearts                                         | Chris                   |                                      |
| 2020 | The Very Excellent Mr. Dundee                    | Chase Hogan             |                                      |
| 2021 | The Kissing Booth 3                              | Noah Flynn              |                                      |
| 2022 | Deep Water                                       | Charie De Lisle/Terry   |                                      |
| 2023 | The Sweet East                                   | Ian                     |                                      |
| 2023 | He Went That Way                                 | Bobby Falls             | Também atuou como produtor executivo |
| 2023 | Saltburn                                         | Felix Catton            |                                      |
| 2023 | Priscilla                                        | Elvis Presley           |                                      |
| 2024 | Oh, Canada                                       | Leonard Fife            |                                      |
| 2024 | On Swift Horses                                  | Julius                  |                                      |
| 2025 | Frankenstein                                     | Monstro de Frankenstein | Pós-produção                         |

### Televisão
| Ano           | Título                            | Papel         | Notas                    |
| ------------- | --------------------------------- | ------------- | ------------------------ |
| 2019          | The Band                          | Lucas Jackson |                          |
| 2019–presente | Euphoria                          | Nate Jacobs   | Elenco principal         |
| TBA           | The Narrow Road to the Deep North | Dorrigo Evans | Minissérie; pós-produção |

## Prêmios e indicações
| Associações          | Ano  | Categoria                                | Nomeações | Resultado |
| -------------------- | ---- | ---------------------------------------- | --------- | --------- |
| AACTA Awards         | 2022 | Prêmio Escolha do Público de Melhor Ator | Euphoria  | Indicado  |
| AACTA Awards         | 2024 | Melhor Ator Coadjuvante                  | Saltburn  | Indicado  |
| BAFTA Film Awards    | 2024 | Melhor Ator em Ascensão                  | -         | Indicado  |
| BAFTA Film Awards    | 2024 | Melhor Ator Coadjuvante em Cinema        | Saltburn  | Indicado  |
| People Choice Awards | 2024 | Protagonista em Filme Dramático          | Priscilla | Indicado  |
| People Choice Awards | 2024 | Atuação em Cinema                        | Saltburn  | Indicado  |